# Roncus baccettii
Roncus baccettii är en spindeldjursart som beskrevs av Lazzeroni 1969. Roncus baccettii ingår i släktet Roncus och familjen helplåtklokrypare. Inga underarter finns listade i Catalogue of Life.